# Kevin Martin (curler)
Kevin Martin, pseudonimy „The Old Bear” i „K-Mart” (ur. 31 lipca 1966 w Killam, Alberta) – kanadyjski curler z Edmonton. Mistrz olimpijski z Vancouver 2010 oraz srebrny medalista z Salt Lake City 2002. W 2008 sięgnął po tytuł mistrza świata.
Martin jest jednym z najbardziej utytułowanych curlerów na świecie, szczególnie dzięki World Curling Tour, gdzie łącznie jego drużyny zarobiły ponad 2 mln dolarów kanadyjskich. W 1985 wygrał mistrzostwa Kanady juniorów. Tytuł mistrzowski upoważniał go do wystąpienia w mistrzostwach świata, wywalczył tam srebrny medal przegrywając w finale ze Szkotami (David Aitken) 6:7. Pięć lat później zakwalifikował się z ramienia Alberty do The Brier 1991, który wygrał. Dało to Martinowi wyjazd na mistrzostwa świata do Winnipeg. Podobnie jak w turnieju juniorów Kanadę pokonała Szkocja (David Smith) 7:2. W 1992 reprezentował Kanadę na zimowych igrzyskach olimpijskich, curling był wówczas dyscypliną pokazową. Ostatecznie zakończył rywalizację na 4. miejscu. Kwalifikował się do The Brier w latach 1992, 1995 i 1996, by zdobyć ponownie tytuł mistrza kraju w 1997. Na mistrzostwach świata ponownie nie zdobył złotego medalu, kończąc na 4. pozycji. W The Brier pojawił się ponownie w 2000, z bilansem 6 wygranych i 5 przegranych uplasował się na 6. miejscu.
Wystąpił na zimowych igrzyskach olimpijskich w 2002 (curling był już oficjalną konkurencją). Do rundy playoff awansował z 1. miejsca z bilansem 8-1 (jedyna porażka ze Szwecją (Peja Lindholm), tam spotkał się ponownie ze Szwecją, wygrywając 6:4. W finale spotkał się z Norwegami (Pål Trulsen). Mecz był wyrównany, w ostatnim endzie Kanada miała przywilej ostatniego kamienia przy stanie 5:5. Martin w kończącym zagraniu wykonywał łatwy draw, kamień wypuścił z za małą siłą i pomimo szczotkowania kamień zatrzymał się kilka centymetrów za daleko od wyznaczonego miejsca. 10. end jednym kamieniem przejęła Norwegia, wygrywając cały mecz 6:5 i sensacyjnie zdobywając mistrzostwo olimpijskie.
26 kwietnia 2006 Martin ogłosił rozpadnięcie się zespołu, z którym zdobywał medal olimpijski. Dona Bartletta na pozycji otwierającego zastąpił Ben Hebert, drugiego Cartera Rycrofta Marc Kennedy oraz trzeciego Dona Walchuka John Morris (dwukrotny mistrz świata juniorów z 1998 i 1999).
Martin znany jest z proponowania bardzo trudnych zagrań, wręcz do nie wykonania, które przynoszą założony skutek. Wielu curlerów w Kanadzie takie zagrania nazywają to do a Martin (pol. zrobić Martina).
Kevin Martin w swojej karierze piętnastokrotnie wygrywał turnieje należące do Wielkiego Szlema. Jest 2. osobą (po Waynie Middaughcie), która zdobyła „career Grand Slam” – wygrana we wszystkich turniejach Wielkiego Szlema, niezależnie od roku. Tytuł zapewnił sobie wygrywając The National 25 marca 2007.
13 marca 2008 drużyna Martina wygrała The Brier 2008 i została pierwszym zespołem od 2003, który nie poniósł żadnej porażki w tym turnieju, Martin wygrał 13 spotkań. Był to jego 3. tytuł mistrza Kanady.
Round-Robin mistrzostw świata 2008 drużyna Kanadyjska pod jego przewodnictwem zakończyła na pierwszym miejscu (z bilansem 10-1). Jedynym przegranym meczem było spotkanie z Chinami (Wang Fengchun) 5:6. W playoff 1-2 spotkał się ze Szkocją gdzie przegrał 6:7, mimo to po wygranej w półfinale z Norwegią (Thomas Ulsrud) 5:4 spotkał się ponownie ze Szkocją w finale. Swój pierwszy złoty medal na imprezie międzynarodowej Kevin Martin zdobył pokonując w finale Szkocję (David Murdoch) 6:3.
Martin w krajowych rozgrywkach 2009 okazał się bezkonkurencyjny, bez żadnej porażki wygrał Boston Pizza Cup 2009 i Tim Hortons Brier 2009. Na Mistrzostwach Świata 2009 Kanada po Round Robin zajęła 1. miejsce, przegrała tylko ostatni mecz ze Szkocją (David Murdoch) 6:5, następnie w playoff ponownie przegrała ze Szkotami 7:5. W półfinale zespół Martina zwyciężył Szwajcarię 6:5, w finale znów spotkał się z drużyną Murdocha. W ostatnim endzie przy stanie 6:6 Kanada miała przywilej ostatniego kamienia, po długich dyskusjach Martin przepuścił swoje pierwsze zagranie, następnie Szkot dobił swój kamień na guzik i w ostatnim zagraniu mistrzostw Martinowi nie udało się podwójne wybicie z przebijaniem przez kamień przeciwników. Szkocja przejęła ostatni end jednym punktem - 6:7.
Zespół Martina automatycznie zakwalifikował się do finału Canadian Olympic Curling Trials 2009, który wygrał pokonując w finale Glenna Howarda 7:3. W lutym 2010 reprezentował Kanadę na Zimowych Igrzyskach Olimpijskich 2010. Drużyna pod jego przewodnictwem zdobyła złoty medal pokonując w finale 6:3 Norwegów (Thomas Ulsrud). Kanada jako pierwsza zdobyła złoto z kompletem zwycięstw a Kevin Martin został drugim mężczyzną z dwoma medalami igrzysk olimpijskich w curlingu, pierwszy był kilka godzin wcześniej Markus Eggler.
W 2011 Martin ponownie wygrał Boston Pizza Cup, w rywalizacji krajowej z 3. miejsca doszedł do fazy play-off. Przegrał tam jednak 4:5 mecz przeciwko Howardowi oraz rozegrany po raz pierwszy mały finał przeciwko Bradowi Gushue (5:10). W Tim Hortons Brier 2013 reprezentacja Alberty uplasowała się na 5. miejscu.
Kevin Martin zakończył karierę sportową 20 kwietnia 2014. Jego ostatnim turniejem był wielkoszlemowy Players’ Championship 2014. W finale turnieju pokonał mistrza olimpijskiego Brada Jacobsa, był to 18. wielkoszlemowy tytuł Martina. W sezonie 2014/2015 będzie komentatorem curlingu w telewizji.

## Wielki Szlem
| Turniej                | 2001–02 | 2002–03 | 2003–04 | 2004–05 | 2005–06 | 2006–07 | 2007–08 | 2008–09 | 2009–10 | 2010–11 | 2011-12 | 2012-13 | 2013-14 |
| ---------------------- | ------- | ------- | ------- | ------- | ------- | ------- | ------- | ------- | ------- | ------- | ------- | ------- | ------- |
| Canadian Open          | SF      | W       | SF      | W       | SF      | W       | W       | F       | W       | QF      | QF      | A       | QF      |
| Masters                | QF      | W       | SF      | F       | SF      | SF      | QF      | QF      | QF      | QF      | SF      | SF      | F       |
| The National           | A       | SF      | A       | W       | QF      | W       | W       | SF      | x       | W       | F       | SF      | QF      |
| Players’ Championships | SF      | x       | F       | W       | F       | W       | F       | SF      | W       | W       | SF      | x       | W       |

| A  | = nie uczestniczył                         |
| x  | = nie zakwalifikował się do fazy finałowej |
| QF | = ćwierćfinał                              |
| SF | = półfinał                                 |
| F  | = finał                                    |
| W  | = zwycięstwo                               |

## Drużyna
|           | Czwarty      | Trzeci         | Drugi          | Otwierający    |
| --------- | ------------ | -------------- | -------------- | -------------- |
| 2013/2014 | Kevin Martin | David Nedohin  | Marc Kennedy   | Ben Hebert     |
| 2006/2013 | Kevin Martin | John Morris    | Marc Kennedy   | Ben Hebert     |
| 1999/2006 | Kevin Martin | Don Walchuk    | Carter Rycroft | Don Bartlett   |
| 1996/1999 | Kevin Martin | Don Walchuk    | Rudy Ramcharan | Don Bartlett   |
| 1995/1996 | Kevin Martin | Don Walchuk    | Shawn Broda    | Don Bartlett   |
| 1994/1995 | Kevin Martin | Kevin Park     | James Pahl     | Don Bartlett   |
| 1993/1994 | Kevin Martin | Kevin Park     | Ken Tralnberg  | Don Bartlett   |
| 1990/1992 | Kevin Martin | Kevin Park     | Dan Petryk     | Don Bartlett   |
| 1984/1986 | Kevin Martin | Richard Feeney | Dan Petryk     | Michael Berger |

## Canadian Team Ranking System
Pozycje drużyn Kevina Martina w rankingu CTRS:
- 2013/2014: 3.[5]
- 2012/2013: 6.
- 2011/2012: 3.
- 2010/2011: 1.
- 2009/2010: 1.
- 2008/2009: 2.
- 2007/2008: 2.
- 2006/2007: 1.
- 2005/2006: 1.
- 2004/2005: 1.